# Poa marcida
Poa marcida là một loài cỏ trong họ hòa thảo, thuộc chi poa.